# You'll Never Stop Me Loving You
Pistes de Everybody Knows
Everybody Knows
You'll Never Stop Me Loving You est le single de la chanteuse anglaise Sonia Evans sorti en juin 1989 au Royaume-Uni et en octobre 1989 en France. C’est le premier single de l’album Everybody Knows, sa face B est le même titre en version instrumentale.

## Supports
- 45 Tours single

A. "You'll Never Stop Me Loving You" – 3:22
B. "You'll Never Stop Me Loving You (Instrumental)" – 3:22

## Positions dans lescharts
| Classement (1989)             | Meilleure position |
| ----------------------------- | ------------------ |
| Europe – Hot 100 Singles 1989 | 1                  |
| Australie                     | 29                 |
| Nouvelle-Zélande              | 43                 |
| Norvège                       | 10                 |
| Allemagne de l'Ouest          | 20                 |
| Suisse                        | 21                 |
| France                        | 29                 |
| Pays-Bas                      | 26                 |
| Belgique                      | 18                 |
| Finlande                      | 14                 |
| Grèce                         | 3                  |
| Espagne                       | 13                 |
| Irlande                       | 1                  |
| Royaume-Uni                   | 1                  |
| États-Unis                    | 26                 |